# Época isabelina

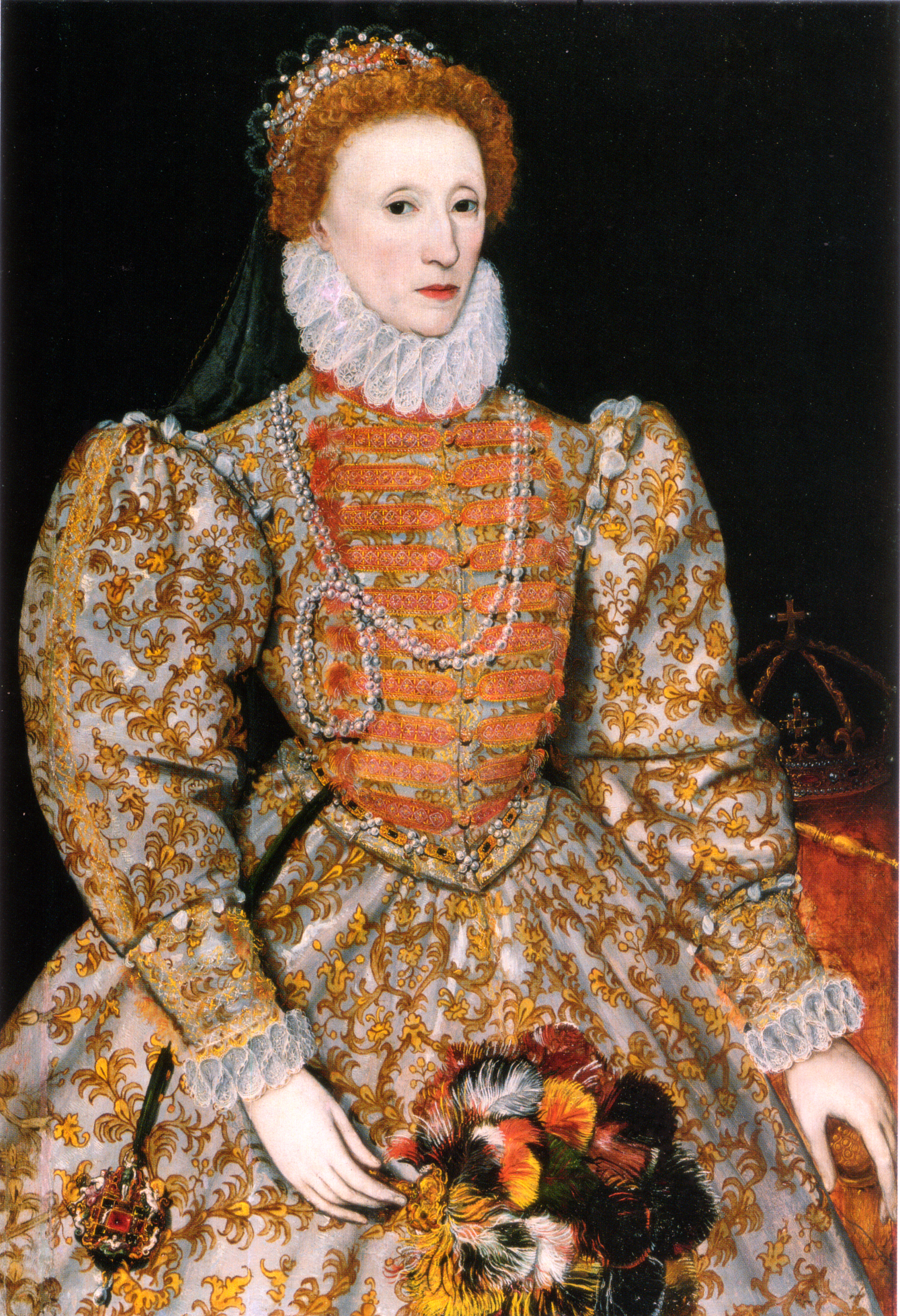
Isabel I de Inglaterra, la monarca que da nombre a este período.

La época isabelina es la era en la historia inglesa marcada por el reinado de la reina Isabel I (1558-1603), y hasta la muerte de Jacobo I en 1625. Los historiadores representan a menudo a este periodo como la edad de oro de la historia de Inglaterra. En este periodo, Inglaterra vivió una fase intensa de desarrollo económico, cultural y social. El símbolo de Britannia fue utilizado por primera vez en 1572, y, a menudo a partir de entonces, para marcar la época isabelina como un renacimiento que inspira el orgullo nacional a través de los ideales clásicos, expansión internacional, y el triunfo naval sobre España, en ese tiempo, su más enconado rival. Al juzgar de algunos historiadores, en esta época "Inglaterra fue económicamente más sana, más expansiva, y más optimista bajo los Tudor" que en cualquier otro momento en mil años.
Esta "edad de oro" representó el apogeo del Renacimiento inglés y vio el florecimiento de la poesía, la música y la literatura. Esta época es famosa por el teatro, principalmente el de William Shakespeare y muchos otros dramaturgos, que se liberaron de pasado estilo con que se escribía el teatro de Inglaterra. Fue una época de exploración y expansión en el extranjero, así como la consolidación de la reforma protestante entre el pueblo inglés, sobre todo luego de la victoria sobre la Armada Invencible. También fue el último período de la historia inglesa en que Inglaterra constituyó un reino separado, antes de su unión real con Escocia.
La época isabelina destaca especialmente si se le analiza a la luz de los fallos de los períodos anteriores al reinado de Isabel y los que la sucedieron. Fue un breve período de paz interna entre la Reforma inglesa y las batallas religiosas entre protestantes y católicos, y luego las batallas políticas entre el Parlamento y la monarquía en que se sumió el resto del siglo XVII. La división católica/protestante se resolvió, por un tiempo, con los Acuerdos Religiosos Isabelinos, y el Parlamento aún no era lo suficientemente fuerte como para desafiar el absolutismo real.
Inglaterra también tuvo un mejor panorama en comparación con otras naciones de Europa. El Renacimiento italiano había llegado a su fin. Francia se vio envuelta en sus propias batallas religiosas, que solo se resolvieron en 1598 con el Edicto de Nantes. Otro factor fue la expulsión de los ingleses de sus últimos puestos de avanzada en el continente por parte de los tercios españoles, por lo que el conflicto de siglos entre Francia e Inglaterra se suspendió en gran medida durante la mayor parte del reinado de Isabel.
El único gran rival fue España, contra la cual Inglaterra se enfrentó en Europa y América en escaramuzas que desembocaron en la guerra anglo-española de 1585-1604. Un intento de Felipe II de España para invadir Inglaterra con la Armada Española en 1588 fue derrotado de plano, pero la marea de la guerra se volvió contra Inglaterra con una expedición fracasada a Portugal y las Azores, la expedición de Drake-Norris de 1589. A partir de entonces, España proporcionó cierto apoyo a los católicos irlandeses en una rebelión contra el debilitado dominio inglés, y las fuerzas navales y terrestres españolas infligieron una serie de reveses a las ofensivas inglesas. Esto menguó tanto la Hacienda como la economía inglesas que habían sido tan cuidadosamente restauradas bajo la guía prudente de Isabel. La expansión comercial y territorial inglesa llegó a su límite con la firma del Tratado de Londres al año siguiente de la muerte de Isabel.
Durante este período, Inglaterra tuvo un gobierno centralizado, bien organizado y eficaz, en gran parte resultado de las reformas de Enrique VII y Enrique VIII, así como los castigos severos impuestos por Isabel contra los disidentes. Económicamente, el país comenzó a beneficiarse enormemente de la nueva era del comercio trasatlántico, el robo persistente del tesoro español por la piratería, y el tráfico de esclavos africanos.

## Política religiosa
La política religiosa de la reina Isabel I fue vista como la consolidación del anglicanismo y la subordinación de la iglesia al poder monárquico. En este ámbito cobró vigor el Book of Common Prayer, texto de oración oficial, e hizo traducir la Biblia de modo acorde con la iglesia anglicana.
Con el Acta de Supremacía, anuló el regreso del catolicismo querido por María Tudor y consolidó la iglesia anglicana. Buscó un compromiso religioso que tendiera sobre todo a reforzar la autoridad del estado y al tiempo frenase la insubordinación social y política de los puritanos. En 1570 Isabel fue excomulgada por el papa Pío V. 
Isabel instauró un sistema definido como episcopalismo, que preveía la formación de diócesis en el territorio estatal, con un obispo a la cabeza con funciones de control político y religioso. Tal sistema provocó diversas reacciones: los episcopalianos, que lo apoyaban abiertamente, los presbiterianos, que lo toleraban y los congregacionalistas que eran hostiles. 
Entre los personajes que constituyeron una amenaza para Isabel I estaba María Estuardo, reina de Escocia, católica, que se vio obligada a huir a Inglaterra por la revuelta de los calvinistas dirigidos por John Knox. Se hizo famosa por conspirar contra la reina de Inglaterra, por lo que fue juzgada, sentenciada a muerte y decapitada en 1587 en el castillo de Fotheringhay.

## Impulso a la actividad económica y potencia naval
Bajo Isabel I recibieron un impulso las actividades artesanales y manufacturas, a los que hicieron un importante aporte a los prófugos políticos y religiosos venidos de los Países Bajos y Francia. De este modo pudieron crearse las bases para una industria nacional del vidrio, la cerámica, la seda y pudieron potenciarse las exportaciones de las manufacturas de lana, que iba a sustituir a la de lana como materia prima; la bolsa de Londres.
Durante su reinado se reforzó la potencia de la flota militar y mercantil del país: gracias a la colaboración de corsarios como sir Francis Drake, cartografió las colonias españolas, y acumuló grandes riquezas minando la hegemonía española, derrotando a la conocida como Armada Invencible en 1588. En su honor se fundó en América del Norte una colonia: Virginia. Y, finalmente, constituyó la Compañía Británica de las Indias Orientales.

## Desarrollo cultural
El reinado de Isabel no solo selló la aparición de Inglaterra como gran potencia en la escena europea, sino que estuvo caracterizado por un gran desarrollo cultural y civil, que ha pasado a la historia como "época isabelina". Tal florecimiento se dio en la literatura y principalmente en el teatro, sobre todo con William Shakespeare, Christopher Marlowe, Ben Jonson, John Webster, John Ford y otros. Gran desarrollo tuvo también la música (William Byrd, John Bull) y la arquitectura, influida por la cultura renacentista italiana y la flamenca.

## Ciencia
Al final de su reinado se inicia el estudio de las ciencias aunque no hay demasiados progresos significativos, los principales personajes de este periodo son los astrónomos  Thomas Digges y Thomas Harriot, el médico William Gilbert y el cartógrafo, matemático y ocultista John Dee.